# Wilhelm Wattenbach
Wilhelm Wattenbach (Rantzau, 22 de septiembre de 1819-Fráncfort del Meno, 20 de septiembre de 1897) fue un historiador alemán.
Wattenbach estudió filología en las universidades de Bonn, Gotinga y Berlín. En 1843 comenzó sus trabajos en la Monumenta Germaniae Historica. En 1855 fue elegido como secretario en la Universidad de Breslau. En 1862 se convirtió en profesor de Historia en la Univerisidad de Heidelberg y diez años después ocupó el mismo puesto en la de Berlín. Se le reconoce por sus conocimientos en crónicas y documentos originales de la Edad Media, campo en el que más se desarrolló.

## Obras
- Deutschlands Geschichtsquellen im Mittelalter bis zur Mitte des XIII Jahrhunderts (1858)
- Anleitung zur lateinischen Paläographie (Leipzig, 1869 y 1886)
- Das Schriftwesen im Mittelalter (Leipzig, 1871 y 1896)
- Beiträge zur Geschichte der christlichen Kirche in Böhmen und Mähren (Viena, 1849)
- Geschichte des römischen Papsttums (Berlín, 1876)
- Anleitung zur griechischen Paläographie (Leipzig, 1867 y 1895).